# 熊谷千寿
熊谷 千寿（くまがい ちとし、英: Chitoshi Kumagai、男性、1968年1月22日 - ）は、日本の英米文学翻訳家。宮城県出身。

## 来歴
唐桑町（現: 気仙沼市）生まれ。宮城県気仙沼高等学校普通科、東京外国語大学英米語学科卒業。電機メーカー勤務を経て翻訳家。
主な訳書に、チャールズ・カミング『ケンブリッジ・シックス』、トム・ウッド『ファイナル・ターゲット』、イアン・ランキン『監視対象　警部補マルコム・フォックス』、マーク・オーウェン、ケヴィン・マウラー『アメリカ最強の特殊戦闘部隊が「国家の敵」を倒すまで』など。